# Heraclia limbomaculata
Heraclia limbomaculata là một loài bướm đêm trong họ Noctuidae.